# Rafael Andrade Navarrete
Rafael Andrade Navarrete (Ardales, 25 de febrer de 1856 - † Madrid, 21 de juny de 1928) fou un advocat i polític espanyol, que va ser ministre d'Instrucció Pública i Belles arts durant el regnat d'Alfons XIII
Va estudiar la carrera de Dret a la Universitat de Granada i va exercir com a advocat durant molts anys a Madrid. Membre del Partit Conservador, va iniciar la seva carrera política com a diputat pels districtes d'Alcanyís i Terol (província de Terol) a les eleccions generals espanyoles de 1896, escó que tornaria a obtenir en les successives eleccions generals espanyoles de 1899, 1901, 1903, 1905, 1907, 1910, 1914, 1916, 1918, 1919 i 1920. En 1921 és nomenat senador "per dret propi".
Va ser Director general dels Registres civil i de la Propietat i del Notariat i Subsecretari de Governació en 1903, subsecretari del Ministeri d'Hisenda, ministre d'Instrucció Pública i Belles arts entre el 25 d'octubre i el 9 de desembre de 1915 i entre l'11 de juny i el 3 de novembre de 1917 a sengles governs presidits pel comte de Romanones i Eduardo Dato.
Va ser així mateix president del Consell d'Estat entre 1919 i 1922. A més dels seus càrrecs polítics, va ser membre de la Reial Acadèmia de la Jurisprudència i Legislació i president del Casino de Madrid.